# Sebastiano Ricci
Sebastiano Ricci (Belluno, augustus 1659 – Venetië, 15 mei 1734) is een Italiaans kunstschilder uit de Barok periode en die met zijn schilderijen een brug vormde naar de stijl van rococo. Ricci was een veelzijdige kunstenaar en maakte diverse tekeningen, schilderijen en fresco's. Bekende thema's van Ricci waren historie, landschappen, christelijke religie en mythologie.  

## Biografie
Ricci, geboren in Belluno vertrok op veertienjarige leeftijd naar Venetië en ging werken in het atelier van Federico Cervelli. Vanaf 1681 reisde hij rond in Italie naar steden als Bologna en Parma. Ricci heeft korte tijd gevangen gezeten voor de poging om een vrouw te vergiften die zwanger van hem was.  Hij raakte geïnspireerd door schilders als Carlo Cignani, Antonio da Correggio en Parmigianino. Onder invloed van een van zijn beschermheren, Ranuccio II Farnese, vertrok hij in 1691 richting Rome. Daar bestudeerde hij de werken van o.a. Pietro da Cortona, Giovanni Lanfranco, Andrea Pozzo en Lucia Giordano. 
Vanaf 1696 keerde Ricci terug naar Venetië en voerde hij diverse opdrachten uit in zijn regio maar ook In Florence en Wenen. Rond 1711 maakte Ricci samen met zijn neef Marco Ricci, ook een gerespecteerde schilder en een leerling van Sebastiano, een reis naar Engeland. Daar verbleven ze een aantal jaren en voerde ze samen enkele belangrijke opdrachten uit. In 1716 reisde ze Sebastiano en Marco via Parijs terug naar Venetië. In Parijs werden beiden toegelaten tot de Académie royale de peinture et de sculpture. 
Terug in Venetië was Pietro Ottoboni een van de belangrijkste beschermheren van Sebastiano.

## Galerij
Schilderijen

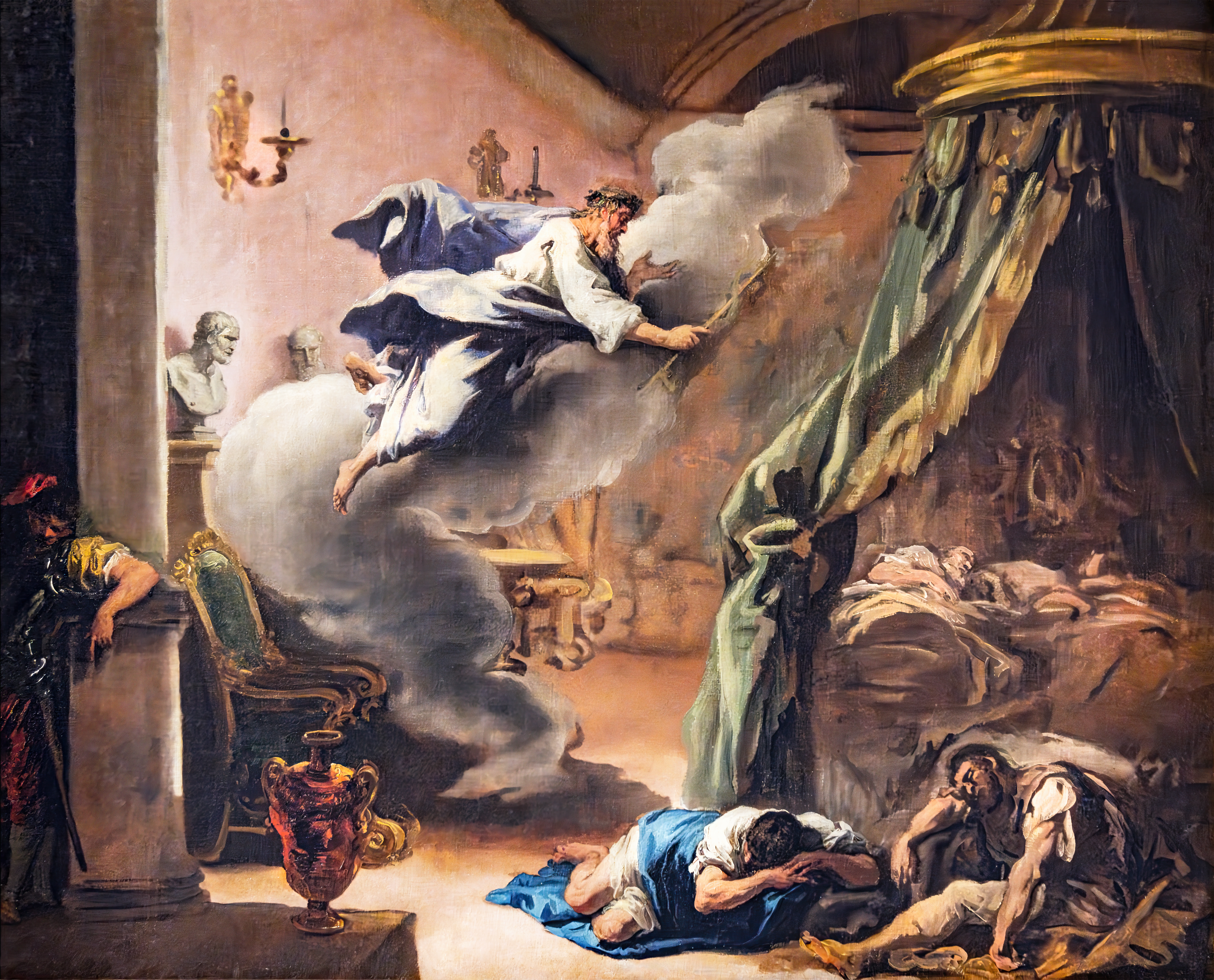
De Droom van Asklepios (c. 1718)
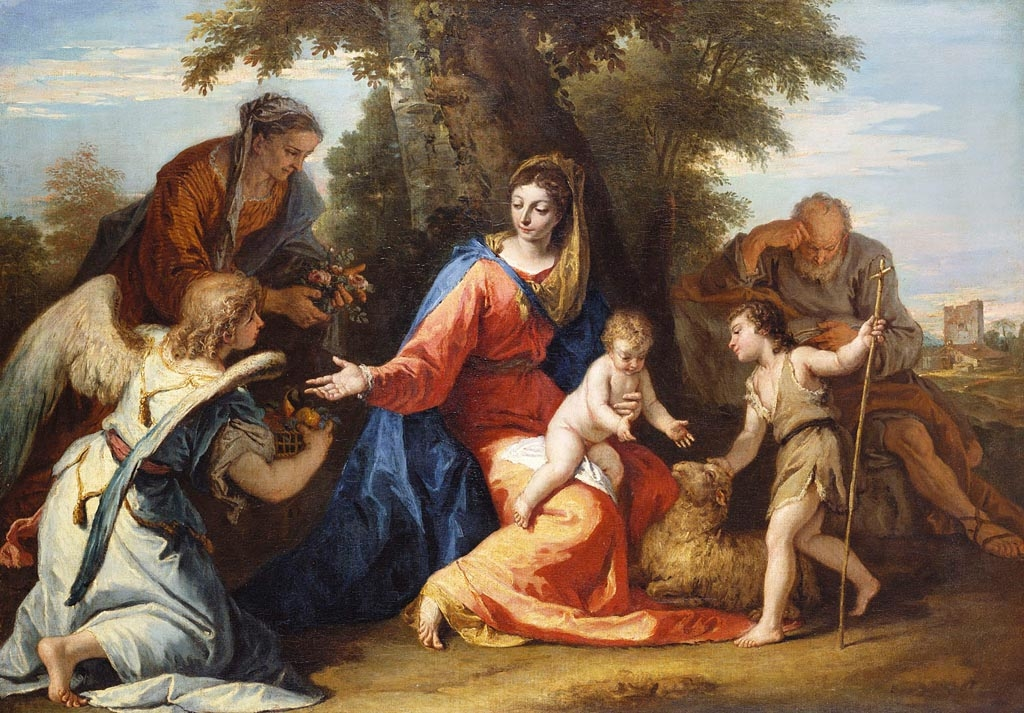
De Heilige familie (c.1710)
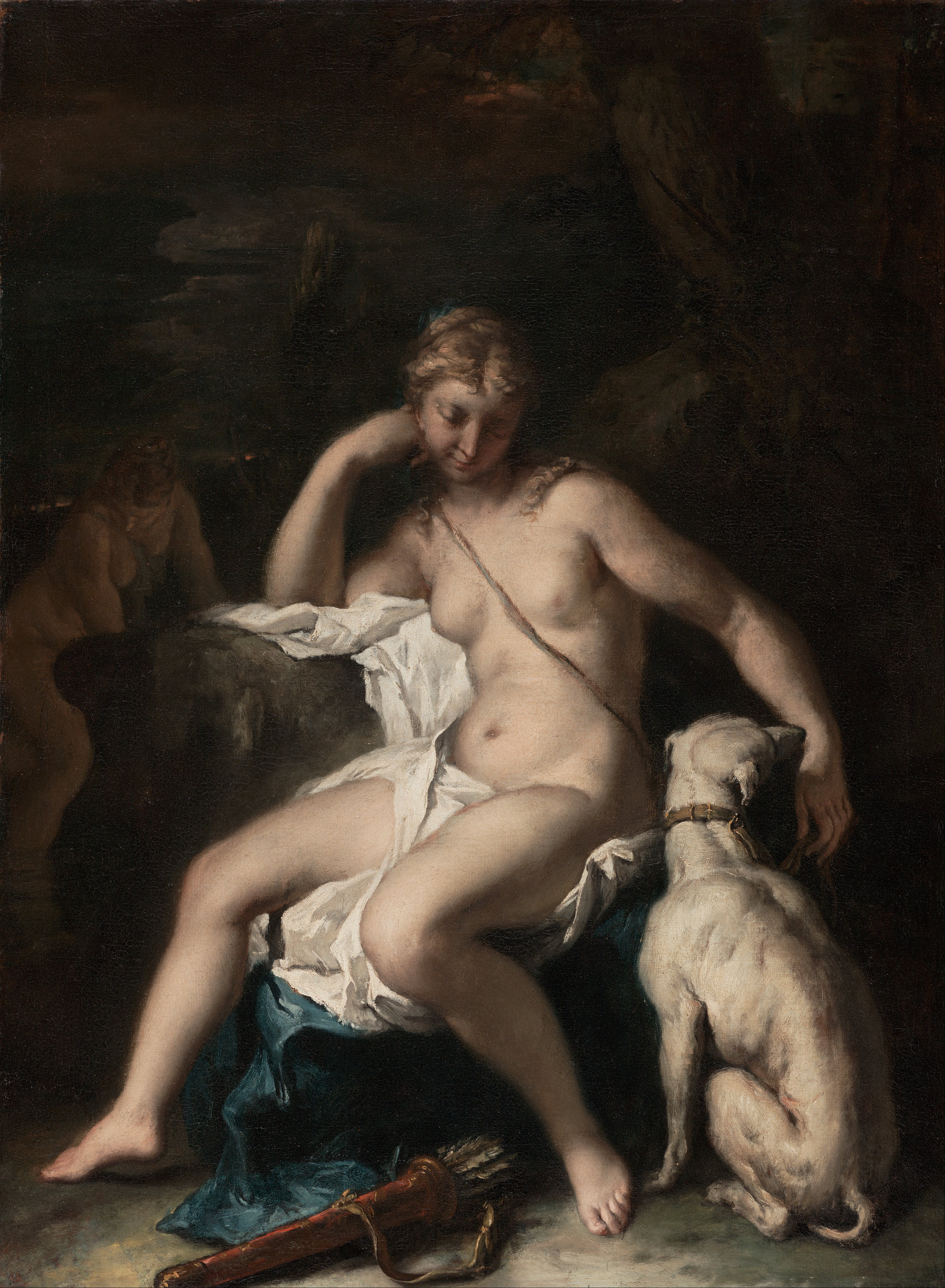
Diana en haar hond (tussen c.1700 en c.1705)
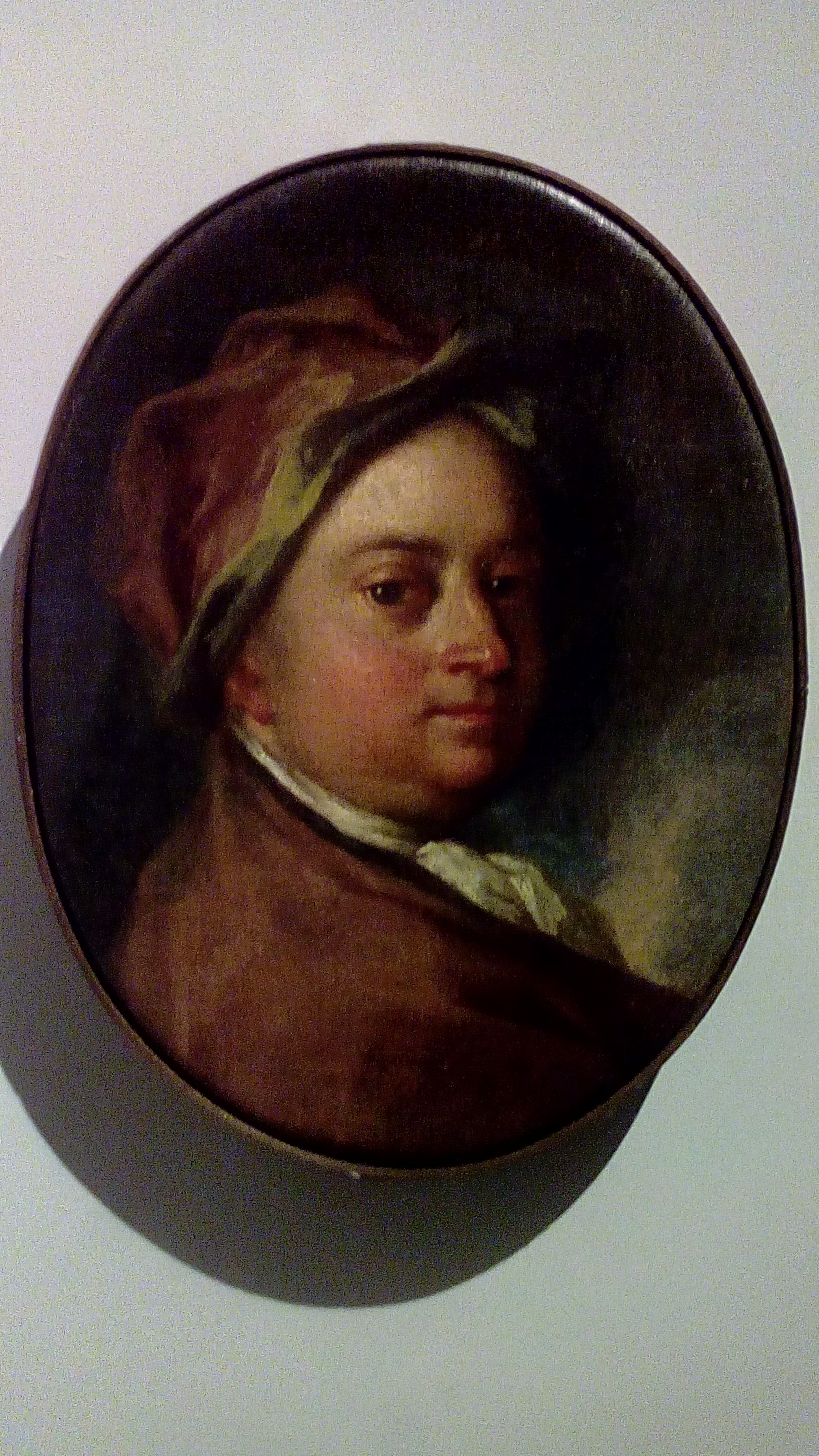
Zelfportret

Tekeningen

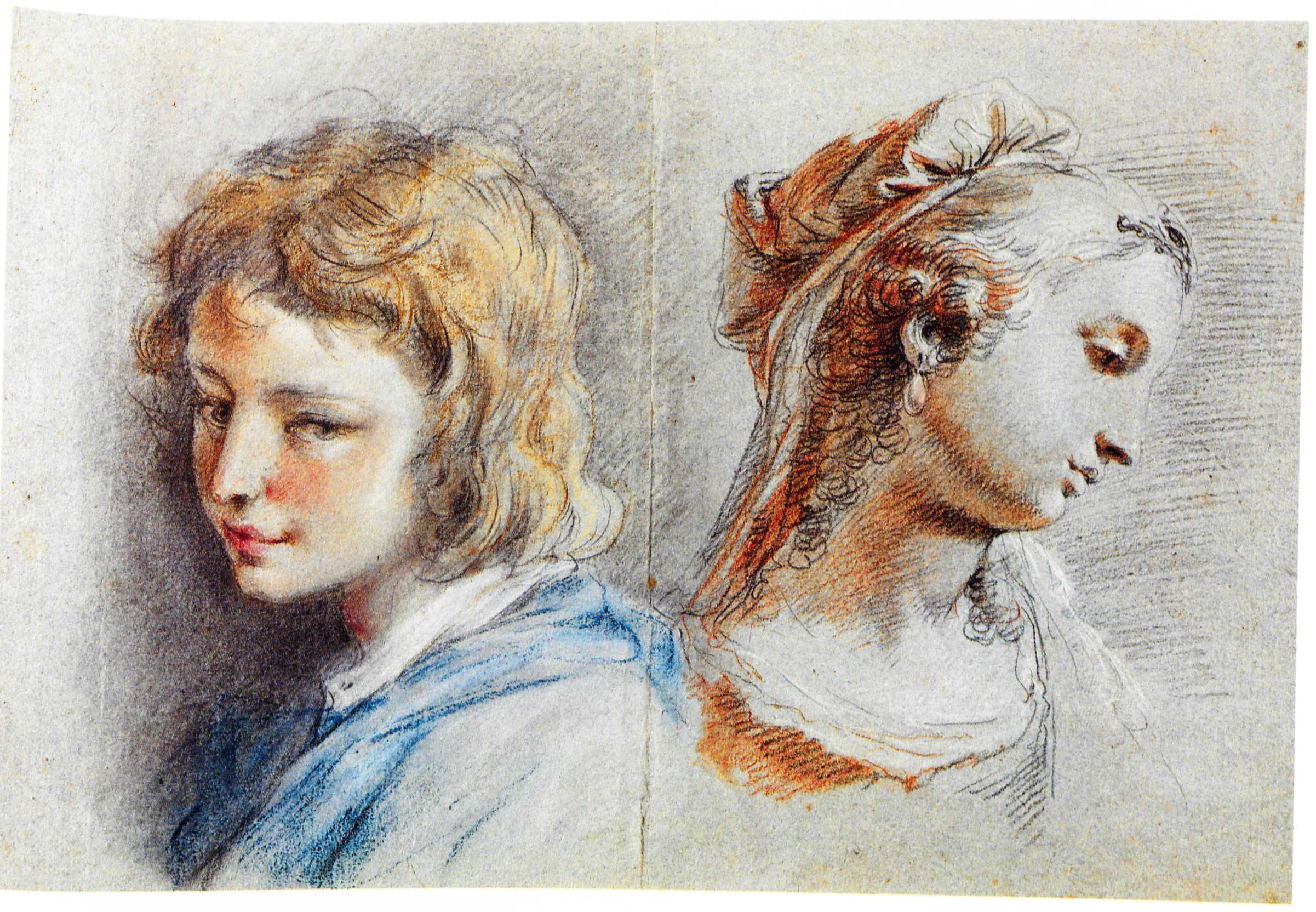
Twee hoofden (1726)
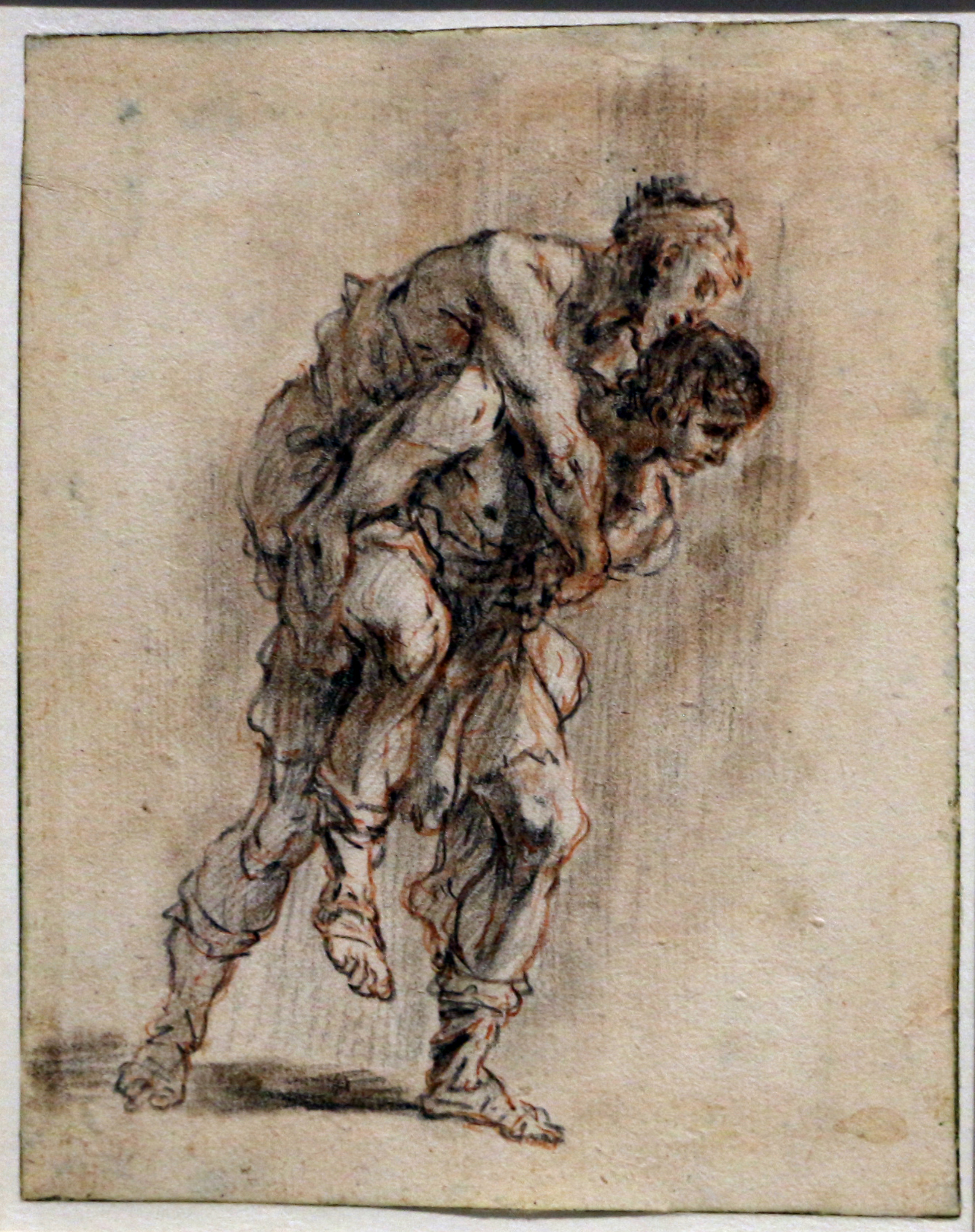
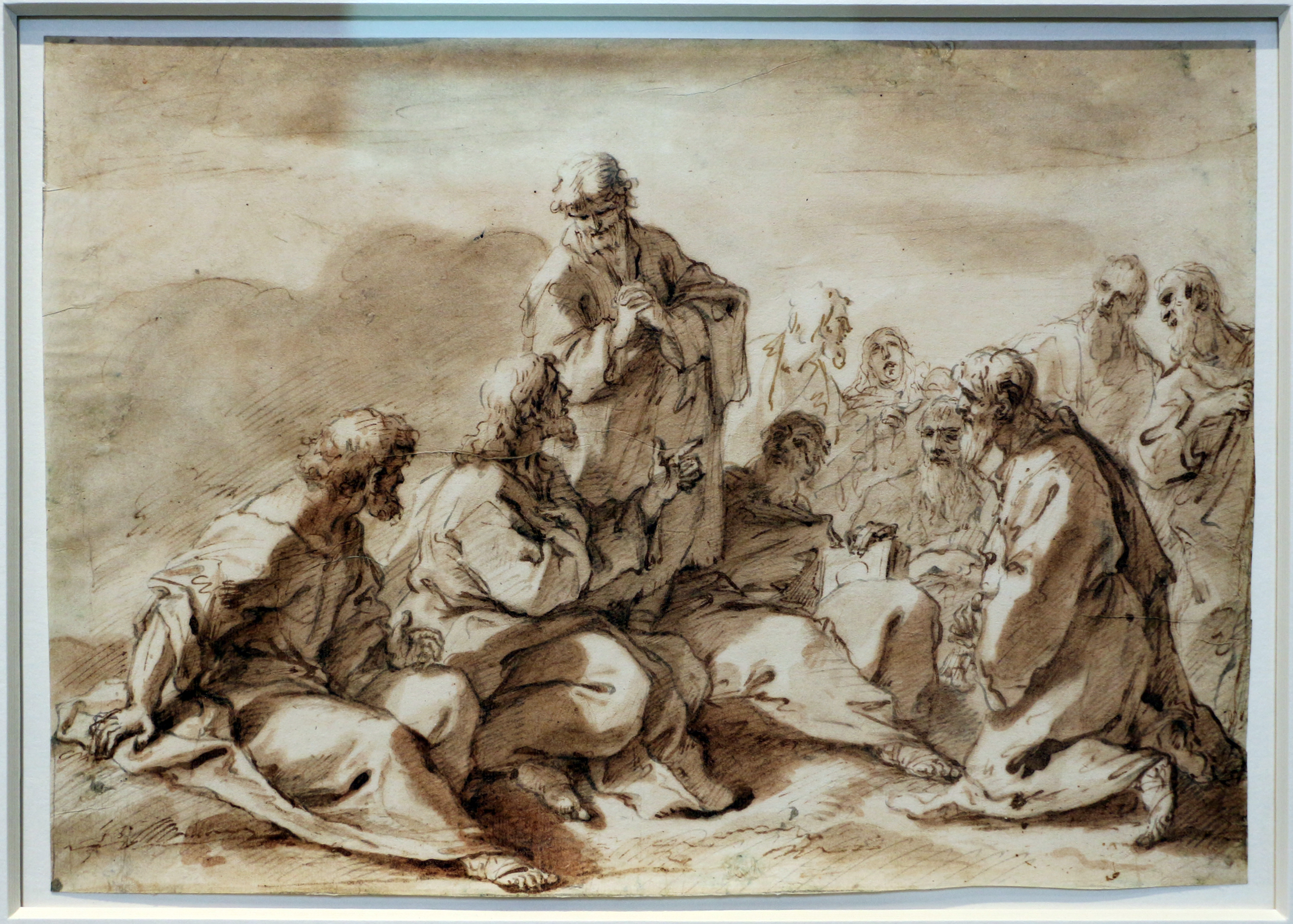